# Lào Cai (phường)
Lào Cai là một phường thuộc  tỉnh Lào Cai, Việt Nam.

## Địa lý
Phường Lào Cai giáp xã Bát Xát, xã Cốc San, phường Cam Đường, xã Bảo Thắng, xã Phong Hải, xã Bản Lầu và nước Cộng hoà Nhân dân Trung Hoa.

## Lịch sử

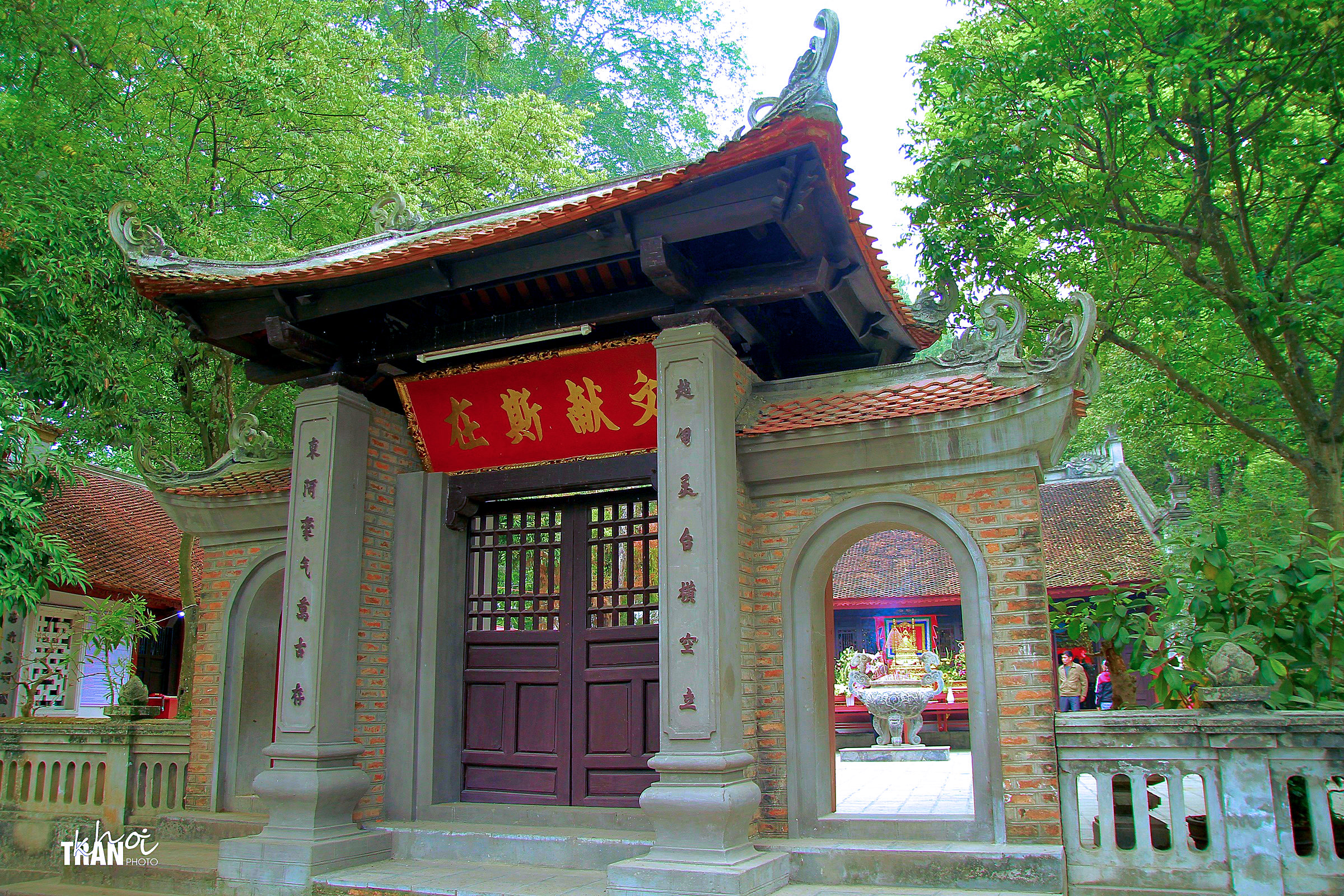
Cổng Đền Thượng

Tên gọi Lào Cai có xuất xứ từ chữ Lao Cai trong tiếng H'Mông (có nghĩa là "phố chợ cũ").
Địa bàn phường Lào Cai hiện nay trước đây vốn là hai tiểu khu Lào Cai và Phố Mới thuộc thị xã Lào Cai. Trong đó, tiểu khu Phố Mới được thành lập vào năm 1992 trên cơ sở tách một phần diện tích và dân số của xã Vạn Hòa.
Ngày 3 tháng 6 năm 1993, Chính phủ ban hành Nghị định số 31/CP về việc thành lập các phường thuộc thị xã Lào Cai. Theo đó, hai tiểu khu Lào Cai và Phố Mới trở thành hai phường có tên tương ứng.
Ngày 30 tháng 11 năm 2004, các phường Lào Cai và Phố Mới thuộc thành phố Lào Cai mới thành lập.
Trước khi sáp nhập, phường Lào Cai có diện tích 3,29 km², dân số là 1.855 người, mật độ dân số đạt 564 người/km². Phường Phố Mới có diện tích 4,51 km², dân số là 11.054 người, mật độ dân số đạt 2.451 người/km².
Ngày 11 tháng 2 năm 2020, Ủy ban Thường vụ Quốc hội ban hành Nghị quyết số 896/NQ-UBTVQH14 về việc sắp xếp các đơn vị hành chính cấp huyện, cấp xã thuộc tỉnh Lào Cai (nghị quyết có hiệu lực từ ngày 1 tháng 3 năm 2020). Theo đó, sáp nhập toàn bộ diện tích và dân số của phường Phố Mới vào phường Lào Cai.
Ngày 16 tháng 6 năm 2025, Ủy ban Thường vụ Quốc hội ban hành Nghị quyết số 1673/NQ-UBTVQH15 về việc sắp xếp các đơn vị hành chính cấp xã của tỉnh Lào Cai năm 2025. Theo đó, sắp xếp toàn bộ diện tích tự nhiên, quy mô dân số của các phường Duyên Hải, Cốc Lếu, Kim Tân, Lào Cai, xã Vạn Hòa và xã Bản Phiệt thành phường mới có tên gọi là phường Lào Cai.

## Di tích

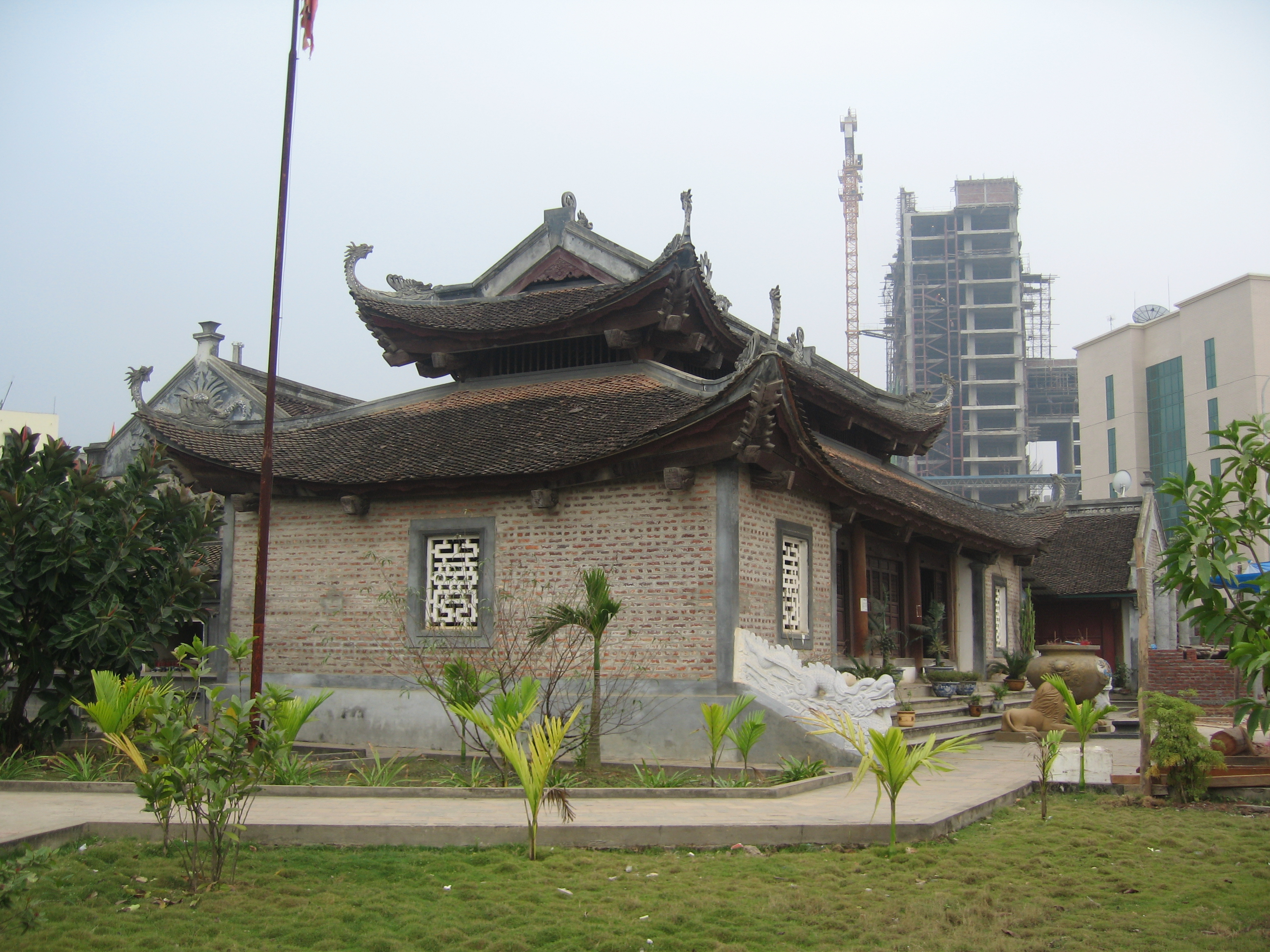
Đền Mẫu Lào Cai

- Đền Thượng là di tích lịch sử, nơi Trần Quốc Tuấn đã chọn làm điểm phóng hỏa hiệu cho quân đội nhà Trần chống quân Nguyên Mông[9]. Đền nằm trên ngọn đồi cao tại chính giữa phía nam vườn hoa Thủy Vĩ.
- Đền Mẫu Lào Cai tọa lạc cạnh cột mốc biên giới số 102, ngay đầu cầu Hồ Kiều II.